# Beetlejuice Beetlejuice
Pour les articles homonymes, voir Beetlejuice (homonymie) et Bételgeuse (homonymie).
Série Beetlejuice
Beetlejuice
(1988) Beetlejuice 3
Pour plus de détails, voir Fiche technique et Distribution.
Beetlejuice Beetlejuice, ou Bételgeuse Bételgeuse au Québec, est un film américain réalisé par Tim Burton et sorti en 2024. Il s'agit de la suite du film Beetlejuice, du même réalisateur, sorti en 1988. Michael Keaton, Winona Ryder et Catherine O'Hara reprennent leur rôle respectif dans cette suite.
Le film est présenté en avant-première en ouverture de la Mostra de Venise 2024. Il reçoit des critiques généralement positives et est un succès au box-office.
Après le décès de Charles, la famille Deetz fait son retour dans la ville de Winter River. Alors que Lydia est toujours hantée par le souvenir de Beetlejuice, sa fille Astrid ouvre accidentellement un portail sur l’Après-vie. Lydia part à sa recherche avec Rory et l’épouvantable Beetlejuice prêt à courir le danger qui plane sur les deux mondes presque vivants.
Un troisième volet est annoncé afin de clôturer la saga et finir avec le fameux « Beetlejuice Beetlejuice Beetlejuice ».

## Synopsis
Trente-six ans après les événements du premier film, Lydia Deetz anime un talk-show surnaturel intitulé Ghost House, produit par son fiancé Rory. Lors de l'enregistrement d'un segment, Lydia a des visions du fantôme Beetlejuice dans le public. Peu de temps après, Delia, la belle-mère de Lydia, lui apprend le décès de son père, Charles, ou le flashback commence par un dessin animé en Stop Motion du type L'Étrange Noël de monsieur Jack mettant en vedette Charles qui se fait dévorer par un requin après le crash de son avion dans l'océan. Dans une transition réelle, les Deetz sont en route vers Winter River dans le Connecticut pour les funérailles, les membres survivants de la famille Deetz récupèrent la fille de Lydia, Astrid, au pensionnat. Il est révélé que Lydia et son ancien mari, Richard, père d'Astrid, ont divorcé deux ans avant sa disparition au Brésil.
Après les funérailles, Delia remercie des personnes ayant assisté à l’enterrement de son défunt « bricoleur », Charles et est contente de l’arrivée de Jane Butterfield Jr (Amy Nuttall) mais Delia s’inquiète de ne pas voir la venue de Maxie Dean, le patron de Charles et président de Botco Industries. Rory propose le mariage à Lydia, qui accepte tant bien que mal. Astrid s'enfuit et finit par rencontrer Jeremy, de qui elle tombe amoureuse. À Halloween, Astrid découvre que celui-ci est un fantôme qui lui demande de l'aide pour retrouver sa vie, promettant à Astrid qu'elle pourra retrouver son père si elle l'aide. Ils entrent dans l'après-vie après qu'Astrid a récité une incantation du manuel que les défunts reçoivent juste après leur mort. Découvrant que Jeremy a assassiné ses parents, Lydia invoque à contrecœur Beetlejuice ; ce dernier supervise dans l’après-vie une bureaucratie de « bio-exorcistes » et se languit toujours de Lydia. Son ex-femme, Delores, s'échappe de captivité et se lance dans une tuerie, drainant les âmes des morts. Le détective Wolf Jackson en avertit Beetlejuice, qui explique à ses employés qu'ils se sont rencontrés pendant la peste noire, mais qu'elle l'a empoisonné dans le cadre d'un rituel pour devenir immortelle et qu'il l'a assassinée avant de succomber. Wolf est informé que Beetlejuice a amené un membre des vivants dans l’après-vie et commence une chasse à l'homme pour le retrouver.
Lydia consent au mariage, puis elle et Beetlejuice sont transportées dans la gare de l'après-vie pour tenter d'empêcher Astrid de monter à bord du « Soul Train », qui transporte les âmes dans un monde au-delà de l'après-vie. Celle ci a été trompée par Jérémy et, en récitant l'incantation, a été amenée à changer de place avec lui afin que qu'il retrouve la vie. Alors qu'elle est escortée jusqu'à la plate-forme, Astrid remarque que l'un des employés de la station est son père. Lydia, qui a réussi à récupérer Astrid, réussit à retourner à Winter River grâce à l'aide de Richard, qui les a sauvées auparavant d'un serpent de sables sur Titan. Beetlejuice, qui a pris par surprise Jeremy et l'a envoyé en enfer, accepte d'aider Delia pour retourner dans le monde des mortels après qu'elle fut envoyée dans l'après-vie à cause d'une morsure de serpent sur la tombe de Charles.
Dans une église voisine, Lydia et Astrid arrivent tandis que Rory attend devant l'autel. Beetlejuice, avec l'aide de Delia, détourne le mariage, injectant à Rory du sérum de vérité pour révéler son intention d'épouser Lydia uniquement pour son argent. Alors que Beetlejuice se prépare à épouser Lydia, la cérémonie est contrecarrée par Wolf et ses officiers mais Beetlejuice les gèle. Alors que Delores s'apprête à exécuter sa vengeance, Astrid ouvre un portail pour invoquer un ver des sables, qui finit par le conduit à dévorer Delores et Rory. Astrid révèle alors que parce que Beetlejuice a illégalement amené Lydia dans l'au-delà, leur contrat de mariage est nul. Lydia le bannit dans l'au-delà, le faisant gonfler et éclater. Par la suite, Lydia et Astrid assurent Delia de leur affection pour elle alors qu'elle transite vers l’après-vie, où elle retrouve Charles avant de monter à bord du Soul Train.
Quelque temps plus tard, Lydia filme le dernier segment de son dernier épisode de Ghost House, choisissant de passer du temps avec Astrid plutôt qu’avec les fantômes. Les deux s'aventurent au château de Bran et Astrid tombe amoureuse d'un employé, Vlad. Astrid et Vlad finissent par se marier sous le regard de Lydia. Malgré cela, Lydia continue de faire des cauchemars hantés par Beetlejuice, y compris un dans lequel Astrid met au monde l'enfant de Beetlejuice, puis un second où Beetlejuice est à ses côtés dans la nuit. Traumatisée, Lydia se réveille en état de choc.

## Fiche technique
Sauf indication contraire, les informations mentionnées dans cette section peuvent être confirmées par les bases de données cinématographiques IMDb et Allociné,  présentes dans la section « Liens externes ».
- Titre original et français : Beetlejuice Beetlejuice
- Titre de travail : Beetlejuice 2
- Titre québécois : Bételgeuse Bételgeuse
- Réalisation : Tim Burton
- Scénario : Alfred Gough et Miles Millar, d'après les personnages créés par Michael McDowell et Larry Wilson
- Musique : Danny Elfman
- Direction artistique : Alex Baily, Will Coubrough, Will Houghton-Connell, Kira Kemble et Katrina Mackay
- Décors : Mark Scruton
- Costumes : Colleen Atwood
- Photographie : Haris Zambarloukos
- Montage : Jay Prychidny
- Production : Tim Burton, Dede Gardner, Jeremy Kleiner, Tommy Harper et Marc Toberoff
  - Production déléguée : Alfred Gough, Miles Millar, Seth Grahame-Smith, Brad Pitt, Larry Wilson, David Katzenberg, Katterli Frauenfelder, Anthony Tittanegro, Sara Desmond, Andrew Lary, Pete Chiappetta et Laurence Senelick
- Sociétés de production : Warner Bros., The Geffen Company et Plan B Entertainment
- Société de distribution : Warner Bros.
- Pays de production :  États-Unis
- Langue originale : anglais
- Format : couleur - 1.85:1
- Genres : comédie horrifique, fantastique
- Durée : 104 minutes
- Dates de sortie[3] :
  - Italie : 28 août 2024 (Mostra de Venise - film d'ouverture hors compétition)
  - États-Unis : 6 septembre 2024
  - France : 11 septembre 2024
- Classification[4] :
  - États-Unis : PG-13 (Certaines scènes peuvent heurter les enfants - Accord parental souhaitable)
  - France : tous publics[5]

## Distribution
Sauf indication contraire, les informations mentionnées dans cette section peuvent être confirmées par les bases de données cinématographiques IMDb et Allociné,  présentes dans la section « Liens externes ».

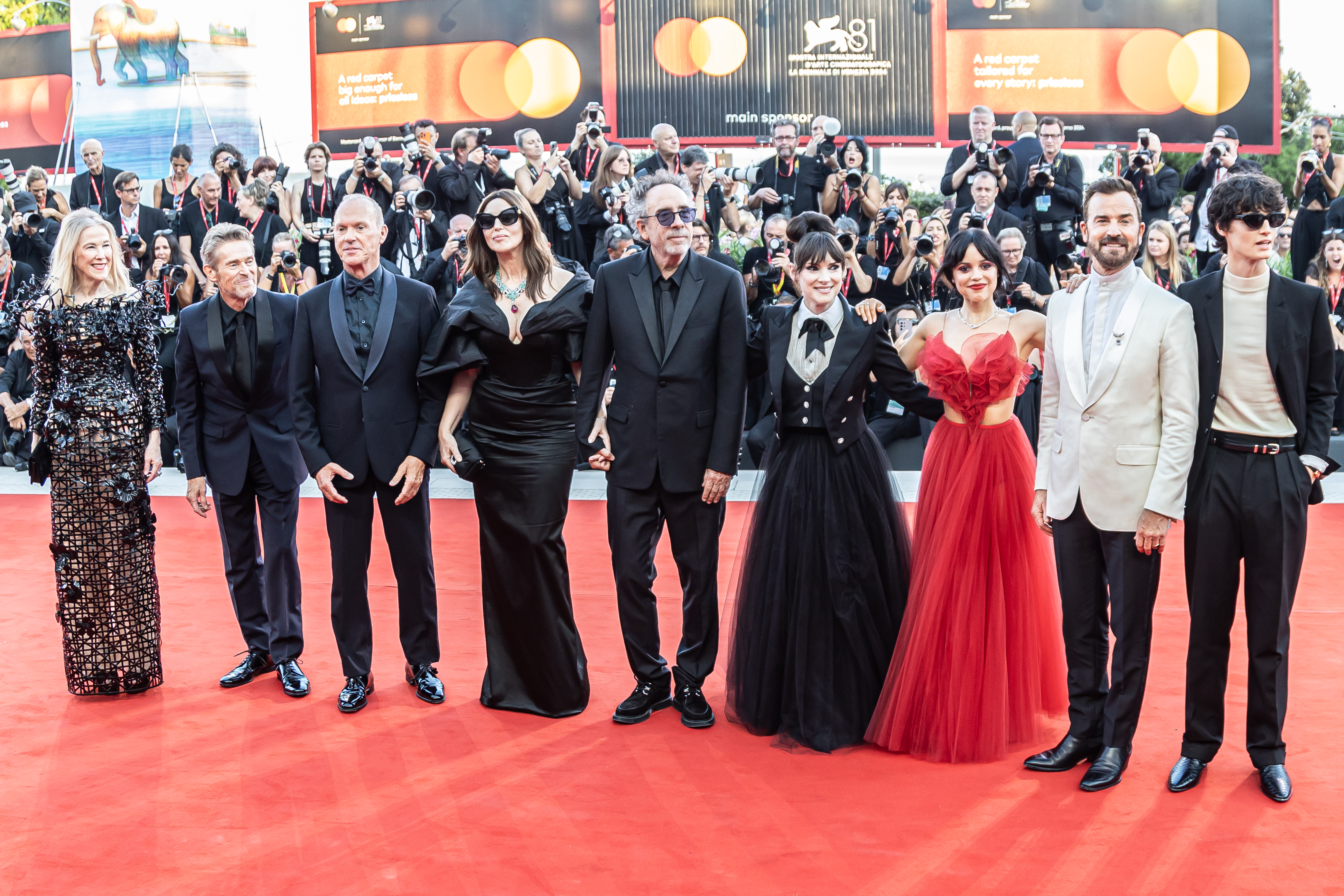
Le casting de Beetlejuice Beetlejuice à l'ouverture de la de Venise.

- Michael Keaton (VF : Bernard Lanneau ; VQ : Daniel Picard) : Beetlejuice (orthographié Bételgeuse en VQ)
- Winona Ryder (VF : Claire Guyot ; VQ : Violette Chauveau) : Lydia Deetz (orthographié Lydia Delisle en VQ)
- Jenna Ortega (VF : Emmylou Homs ; VQ : Marguerite D'Amour) : Astrid Deetz, la fille de Lydia (orthographié Astrid Delisle en VQ)
- Catherine O'Hara (VF : Catherine Davenier ; VQ : Claudine Chatel) : Delia Deetz (orthographié Delia Delisle en VQ)
- Justin Theroux (VF : Thibaut Lacour ; VQ : Marc-André Bélanger) : Rory, le fiancé et manager de Lydia
- Monica Bellucci (VF : elle-même ; VQ : elle-même) : Delores, l'ex-épouse de Beetlejuice
- Willem Dafoe (VF : Éric Herson-Macarel ; VQ : Sylvain Hétu) : Wolf Jackson, l'officier de police de l'après-vie.
- Burn Gorman (VF : Yann Guillemot) : le père Damien, révérend de Winter River
- Arthur Conti (VF : Aurélien Raynal ; VQ : Charles Sirard Blouin) : Jeremy Frazier
- Danny DeVito (VF : Philippe Peythieu ; VQ : Manuel Tadros) : le concierge de l'après-vie (caméo)
- Santiago Cabrera (VF : Guillaume Lebon) : Richard, le père d'Astrid et l'ancien mari de Lydia
- Nick Kellington : Bob Têt'Réduite (Bob-Shrinker en VO)
- Filipe Cates : Vlad
- Amy Nuttall (VF : Sybille Tureau) : Jane Butterfield, Jr.
- Sami Slimane (dialogue en français) : le Tigre
- Mark Heenhan : Charles Deetz (apparence physique)
- Charlie Hopkinson (VF : Patrick Préjean) : Charles Deetz
- Jane Leaney : Mrs. Frazier, la mère de Jeremy
- David Ayres : Mr. Frazier, le père de Jeremy
- Georgina Beedle : Janet, la secrétaire au café de Wolf Jackson
- Tim Burton : Bébé Beetlejuice

 Source et légende : version française (VF) sur RS Doublage et carton cinématographique du doublage français.

## Production

### Genèse et développement
En 1990, Tim Burton fait à nouveau appel à Warren Skaaren, coscénariste de Beetlejuice, qui écrit une suite intitulée Beetlejuice in Love. Dans cette suite de Skaaren, Beetlejuice rencontre Léo qui s'effondre tragiquement vers la mort alors qu'il demande la main de sa petite amie, Julia, sur la tour Eiffel. Lorsque Léo entre dans l'au-delà, Beetlejuice s'échappe dans le monde des vivants et poursuit Julia. Skaaren décède peu de temps après avoir rendu sa première version du scénario. La même année, Tim Burton engage Jonathan Gems pour écrire une suite potentielle de Beetlejuice, le scénario racontait que Tim Burton trouvait amusante l'idée de mélanger la toile de fond d'un film de plage avec l'expressionnisme allemand car les deux ne vont vraiment pas ensemble. L'histoire prévoit que la famille Deetz s'installe à Hawaï où Charles crée un complexe touristique. Ils découvrent vite que celui-ci a été construit sur un cimetière et l'esprit d'un Kanuna, un sorcier hawaïen vient semer le trouble. Lydia fait alors appel à Beetlejuice, le script prévoyant que celui-ci devienne un héros local en remportant un concours de surf par magie. Michael Keaton et Winona Ryder sont d'accord pour jouer dans le film à la condition que ce soit Tim Burton qui le réalise, mais ce dernier est alors occupé par la production de Batman : Le Défi et le projet est mis de côté. En 1996, Warner Bros. approche Kevin Smith pour réécrire le scénario mais celui-ci décline la proposition, estimant que tout a été dit avec le premier film et qu'une suite est superflue. Le projet est abandonné en 1997, Winona Ryder étant désormais trop âgée pour reprendre son rôle. Le film devait revoir Otho dans le film comme le prévoyait le script de Beetlejuice Goes Hawaiian et une relation entre Beetlejuice et une femme nommée Rita.
En septembre 2011, Warner Bros. engage Seth Grahame-Smith pour écrire un nouveau scénario d'une suite. Grahame-Smith, auteur du scénario de Dark Shadows (2012), a comme intention d'écrire une suite qui respecte l'esprit de l'œuvre originale et tient à ce que Michael Keaton reprenne son rôle. Keaton et Tim Burton annoncent qu'ils participeront au projet s'ils trouvent que le scénario est bon.
En octobre 2013, Tim Burton est en pourparlers pour réaliser le film et Winona Ryder confirme le mois suivant que la production de Beetlejuice 2 est en bonne voie et évoque sa possible participation. En février 2014, Keaton confirme avoir contacté Tim Burton au sujet de la production d'une suite, et que les discussions préliminaires sont lancées. En décembre 2014, Tim Burton confirme que Beetlejuice 2 est bien en chantier et que Michael Keaton et Winona Ryder feront bien partie du casting. Il a également révélé qu'il ne s'agira pas d'une suite directe du premier film.
Le 11 août 2015, Winona Ryder confirme sa participation à Beetlejuice 2 lors de l'émission Late Night with Seth Meyers. En mai 2016, Burton déclare lors d'une interview : « C'est une chose que je voudrais vraiment faire, mais dans les bonnes circonstances, car il s'agit d'un film qui doit être irréprochable. Il ne s'agit pas d'un film qui réclamerait désespérément une suite dans l'optique d'en faire une trilogie. Alors si les bonnes dispositions sont réunies nous le ferons car j'aime bien le personnage et Michael Keaton l'interprète très bien. Mais rien n'est encore décidé ». En octobre 2017, Warner Bros. engage Mike Vukadinovich pour la réécriture du script.
Apres que Tim Burton ait annoncé l’arrivée d’un Beetlejuice 2 lors du tournage de Mercredi (2022), où Tim Burton confie à Alfred Gough et Miles Millar déjà scénariste de la série et des épisodes que réalise Tim Burton.
Le 12 mai 2023, l'actrice franco-italienne Monica Bellucci rejoint le film dans le rôle de l'épouse de Beetlejuice. Le même jour Willem Dafoe rejoint également le casting pour incarner un officier de police venu de l'au-delà. Filipe Cates est aperçu sur une photo de tournage aux côtés de Jenna Ortega en costume de mariée. Le directeur de la photographie Haris Zambarloukos a révélé que l’histoire de Beetlejuice 2 tourne autour de thèmes familiaux, et explore les complexités liées au maintien de la famille Deetz ensemble après les événements du film original, et que l’absence des personnages Barbara et Adam Maitland, qui ont joué un rôle crucial dans le premier film, est difficile à comprendre compte tenu de l’histoire familiale de Beetlejuice 2. Michael Keaton rassure les fans qu’il n’y aura pas d'effets spéciaux numériques[réf. nécessaire]. Les protagonistes du premier volet, Adam et Barbara ont trouvé une échappatoire pour aller vers l'au-delà, afin d'expliquer l'absence d'Alec Baldwin et de Geena Davis.
Depuis longtemps plusieurs médias, magazines ou autres, annonçaient l’absence de Charles Deetz (Jeffrey Jones dans le premier film) ce qui est confirmé par la suite. En effet, selon le scénariste Alfred Gough, le film devait se concentrer dès le début sur les liens familiaux face au deuil. De plus, en raison de diverses polémiques de pédophilie autour de l'acteur au début des années 2000, Jeffrey Jones a mis fin à sa carrière. Le personnage apparaît toutefois dans le film, interprété par Mark Heenhan et Charlie Hopkinson au générique, en plus de l'utilisation de l'apparence de l'acteur original Jeffrey Jones par divers moyens, notamment des photos d'archives, des peintures et une séquence animée mettant en scène sa mort. La mort du personnage, tué par un requin, est directement inspirée d'un cauchemar de Burton concernant sa propre mort.

### Tournage
Le tournage devait initialement débuter en 2022[Où ?],. Il est plus tard annoncé[Quand ?] pour débuter le 10 mai 2023 à Londres, si la grève de la Writers Guild of America n'interfère pas,. Il est ensuite confirmé que les prises de vues ont débuté le 11 mai 2023. Le tournage est interrompu le 14 juillet 2023 en raison de la grève des acteurs et actrices, qui se joignent aux scénaristes. Durant le tournage deux vols ont été signalés. Il ne reste qu'une seule séquence à tourner selon Variety[réf. nécessaire]. Le film est principalement tourné en studio, tandis que les prises extérieures du village sont faites à East Corinth, dans le Vermont, comme le premier film. Après la fin de la grève, les prises de vues reprennent le 16 novembre 2023 à Melrose dans le Massachusetts et s'achèvent quelques jours plus tard. Tim Burton confirme que le tournage est bouclé. Le nouveau titre du film, Beetlejuice Beetlejuice, est annoncé le 2 février 2024, puis un premier teaser et un second, le 23 mai 2024, annonçant la mort de Charles, un troisième, le 18 juillet 2024 est dévoilé[réf. nécessaire].

### Musique
La bande originale du film est composée par Danny Elfman. Elle comprend aussi des chansons de différents artistes : MacArthur Park par Donna Summer, Tragedy des Bee Gees, Somedays de Tess Parks, Where's the Man de Scott Weiland, Svefn-g-englar de Sigur Rós, Right Here Waiting de Richard Marx, Margaritaville de Jimmy Buffett, Day-O repris par Alfie Davis et la Sylvia Young Theatre School, Regnava Nel Silenzio Alta la Notte E Bruna par Maria Callas, Cry Cry par Mazzy Star, Soul Train Theme par The Soul Train Gang, MacArthur Park par Richard Harris.
A la fin du film, la scène du cauchemar d'Astrid et la musique qui l'accompagne, sont un clin d'œil à l'une des plus célèbres adaptations cinématographique d'une œuvre de Stephen King : Carrie au bal du Diable, de Brian de Palma (1977) qui se termine par une scène de cauchemar mémorable accompagnée par la musique de Pino Donaggio.

## Accueil

### Accueil critique
Sur le site d'agrégation de critiques Rotten Tomatoes, 75 % des 365 critiques sont positives, avec une note moyenne de 5,9/10. Le consensus du site se lit comme suit : « Le poltergeist sournois de Michael Keaton a encore beaucoup de jus dans ce retour en forme fou pour Tim Burton, mariant des effets pratiques charmants et des gags macabres pour offrir un moment de divertissement amusant ».  Metacritic , qui utilise une moyenne pondérée , a attribué au film une note de 62 sur 100, basée sur 61 critiques, indiquant des critiques « généralement favorables ».
Manohla Dargisdans  The New York Times, qualifie le film de « suite amusante mais moins audacieuse ». Xan Brooks, pour The Guardian, écrit notamment que « la tentative de Burton de ramener la comédie d'horreur des années 1980 du monde des esprits est pleine de décors voyants mais n'ajoute pas grand-chose à l'original ».
En France, le site Allociné donne une moyenne de 3,5⁄5, d'après l'interprétation de 28 critiques de presse.
Parmi les critiques mitigés, Le Canard enchaîné apprécie la première scène avec Monica Belluccci qui recompose son corps à grand renfort d'agrafe, ainsi que la présence de Michael Keaton et Winona Ryder, mais considère que « la suite ajoutée par Tim Burton à son mythique Beetlejuice, si elle n'est pas déshonorante, n'a rien d'indispensable. Elle est agréable à regarder, mais donne le sentiment d'avoir perdu quelque chose en route: le génie de Burton. Le grand Burton va revenir, il suffit d'attendre ». La Gazette de Montpellier évoque « une nouvelle tendance qui consiste, quelques décennies plus tard, à donner des suites à des films mémorables. Vraie bonne idée, ou opportunisme? À la différence de Top Gun: Maverick, la réactivation du petit bijou que fut le premier Beetlejuice ne suinte pas, ici, la nécessité. Pastiche sans le génie baroque du Burton des années 80/90 (sa meilleure période), le film s'enferme dans la parodie de lui-même, entre humour fatigué et tentatives louables de réveiller notre nostalgie ».

### Box-office
En date du 18 novembre 2024, Beetlejuice Beetlejuice a rapporté 294,1 millions de dollars aux États-Unis et au Canada, et 157,1 millions de dollars dans le reste du monde, pour un total mondial de 451,1 millions de dollars.
Aux États-Unis et au Canada, il sort en même temps que The Front Room (en) et devait rapporter entre 100 et 110 millions de dollars dans 4 200 cinémas lors de son premier week-end selon les estimations. Le film a rapporté 42 millions de dollars le premier jour, dont 13 millions de dollars pour les avant-premières du jeudi soir.  Le film a ensuite fait ses débuts avec 111 millions de dollars, enregistrant le deuxième meilleur démarrage de septembre (derrière Ça), le deuxième plus grand pour la carrière de Burton (derrière Alice au pays des merveilles ) et le troisième plus grand démarrage de l'année (derrière Deadpool & Wolverine et Vice-Versa 2). Environ 7,7 millions d'entrées, soit 73 % des recettes totales du box-office du week-end, provenaient du seul film. Le week-end d'ouverture a dépassé l'ensemble des 74 millions de dollars de recettes du film original, sans tenir compte de l'inflation.
Au niveau international, le film a rapporté 36,2 millions de dollars sur 69 marchés. Les meilleures ouvertures ont eu lieu au Royaume-Uni (9,6 millions de dollars), au Mexique (6,5 millions de dollars), en Australie (2,6 millions de dollars), en Espagne (2,5 millions de dollars) et en Italie (1,7 million de dollars).

## Distinctions

### Nominations
- Golden Globes 2025 : Meilleure performance au box-office

### Sélections
- Mostra de Venise 2024 : hors compétition
- Festival du cinéma américain de Deauville 2024 : "Les Premières", hors compétition

## Suite
Alors que le film est projeté à la Mostra, Tim Burton est interrogé sur un potentiel troisième film, Burton a répondu : « Faisons le calcul… il a fallu 35 ans pour le faire, donc j'aurais plus de 100 ans. Je suppose que c'est possible avec l'avènement de la science de nos jours, mais je ne le pense pas. »[réf. souhaitée]
Le 12 avril 2025, les dirigeants de Warner Bros., Pam Abby et Mike Luca, annoncent la mise en chantier d'un 3e film à la suite du succès du deuxième.